# Jigal
Jigal ist im Alten Testament der Name dreier Personen.

## Etymologie
Der hebräische Personenname יִגְאָל jig’āl ist die Kurzform eines Verbalsatznamens, bestehend aus Subjekt und Prädikat, wobei das Subjekt, welches auch theophores Element ist, ausgefallen ist. Das Prädikat gehört zur Wurzel גאל g’l „(er-)lösen“, sodass sich der Name als „(Gott) hat erlöst“ übersetzen lässt. Diese Bedeutung bezieht sich auf den Kontext der Geburt des Kindes, durch welche Gott die Eltern von der Kinderlosigkeit erlöst. Die Imperfektform ist wohl als Vergangenheit zu übersetzen, wie auf der Sprachstufe der althebräischen Personennamen üblich. Eine Übersetzung als „(Gott) möge erlösen“, wie sie Martin Noth vorschlägt, ist deshalb wenig wahrscheinlich.
Die Septuaginta gibt den Namen als Ιγααλ igaal wieder.

## Jigal, Sohn Josefs
In Num 14  wird Mose von JHWH damit beauftragt, Kundschafter zur Erkundung des Landes Kanaan auszusenden, und zwar von jedem Stamm einen. Für den Stamm Issachar wird Jigal, der Sohn Josefs geschickt (Num 13,7 ).

## Jigal, Sohn Natans
In 2 Sam 23,36  ist Jigal, Sohn Natans, einer der dreißig Helden König Davids. Er stammt aus Zoba.

## Jigal, Sohn Schechanjas
1 Chr 3,22  erwähnt Jigal als drittältesten Sohn Schechanjas zusammen mit seinen Brüdern Schemaja, Hattusch, Bariach, Nearja und Schafat. Er ist ein Nachkomme des Königs Jojachin in fünfter Generation und Nachkomme König Davids in 23. Generation.